# Vince Matthews
Pour les articles homonymes, voir Matthews.
Vincent Edward « Vince » Matthews (né le 16 décembre 1947 à New York) est un athlète américain, spécialiste du 400 mètres, double champion olympique en 1968 et 1972.

## Biographie
Matthews était, dans les années 1960 et 1970, l'un des meilleurs coureurs sur 400 m et avait une grande rivalité avec un autre champion olympique, Lee Evans. Tous deux étaient déjà rivaux durant l'adolescence et se sont opposés plusieurs fois durant l'année 1967, lors des championnats AAU et aux Jeux panaméricains. Lors d'un camp d'entraînement, deux semaines avant les sélections des Jeux olympiques d'été de 1968 de Mexico, Matthews établissait en 44"4 un nouveau record du monde sur 400 m, mais qui ne fut pas homologué car Matthews utilisait des nouvelles chaussures, fournies par Puma, équipées de pointes non réglementaires. Lors des sélections américaines du 400 m pour les jeux de Mexico, il fut battu par ses trois compatriotes, Evans, Larry James et Ron Freeman. Avec eux, il remporta néanmoins l'or en relais 4 × 400 m devant les équipes du Kenya (argent) et d'Allemagne (bronze). 
Après Mexico, il se retira de l'athlétisme, se maria et retourna à la vie civile. Mais il revint à la compétition pour les Jeux olympiques d'été de 1972. Lors des sélections, il termina troisième, derrière John Smith et Wayne Collett mais devant son vieux rival Lee Evans. En finale des Jeux, il remporta le titre devant Collett et le Kenyan Julius Sang. Ce triomphe fut terni par le comportement de Matthews et Collett qui discutaient et riaient durant la cérémonie de remise des médailles et les hymnes nationaux. Ce comportement fit que beaucoup crurent qu'ils voulaient manifester pour le Black Power comme l'avaient fait quatre ans plus tôt Tommie Smith et John Carlos.
Tous deux ont contesté cette version des faits mais le CIO leur interdit toute nouvelle participation aux Jeux. Cette décision (avec encore le forfait pour blessure de John Smith) décapita le relais 4 × 400 m américain qui n'avait plus assez de coureurs pour participer et dut se retirer.
Il est élu au Temple de la renommée de l'athlétisme des États-Unis en 2011,.

## Palmarès
| Date | Compétition        | Lieu     | Résultat | Épreuve   |
| ---- | ------------------ | -------- | -------- | --------- |
| 1967 | Jeux panaméricains | Winnipeg | 2e       | 400 m     |
| 1967 | Jeux panaméricains | Winnipeg | 1er      | 4 × 400 m |
| 1968 | Jeux olympiques    | Mexico   | 1er      | 4 × 400 m |
| 1972 | Jeux olympiques    | Munich   | 1er      | 400 m     |